# Hansteinia stricta
Hansteinia stricta är en akantusväxtart som först beskrevs av Emery Clarence Leonard, och fick sitt nu gällande namn av D.N. Gibson. Hansteinia stricta ingår i släktet Hansteinia och familjen akantusväxter. Inga underarter finns listade i Catalogue of Life.